# Trevor Steven
Pour les articles homonymes, voir Steven.
Trevor Steven, né le 21 septembre 1963 à Berwick-upon-Tweed (Angleterre), est un footballeur anglais, qui évoluait au poste de Milieu droit à Everton et en équipe d'Angleterre.

## Biographie
Trevor Steven fait partie de l'équipe d'Everton, qui connaît son apogée dans les années 1980. Mais la suspension des coupes d'Europe des clubs anglais empêche Trevor Steven et son équipe de connaître la consécration sur le plan continental, notamment après la victoire en Coupe d'Europe des Vainqueurs de Coupe et le titre de Championnat d'Angleterre en 1985.
Alors comme nombre de ses compatriotes, pour disputer la coupe d'Europe, Trevor part jouer en Écosse aux Glasgow Rangers. En 1991, il tente sa chance à l'Olympique de Marseille, mais après une saison mitigée malgré un titre de Champion de France, il retourne aux Glasgow Rangers y terminer sa carrière professionnelle.
Trevor Steven est maintenant agent de joueur.

## Carrière
- 1980-1983 : Burnley
- 1983-1989 : Everton
- 1989-1991 : Glasgow Rangers
- 1991-1992 : Olympique de Marseille
- 1992-1997 : Glasgow Rangers [1]

## Palmarès

### En club
- Vainqueur de la Coupe d'Europe des Vainqueurs de Coupe en 1985 avec Everton FC
- Champion d'Angleterre en 1985 et en 1987 avec Everton FC
- Champion d'Écosse en 1990, en 1991, en 1993, en 1994, en 1995, en 1996 et en 1997 avec les Glasgow Rangers
- Champion de France en 1992 avec l'Olympique de Marseille
- Vainqueur de la Coupe d'Angleterre en 1984 avec Everton FC
- Vainqueur de la Coupe d'Écosse en 1993 et en 1996 avec les Glasgow Rangers
- Vainqueur de la Coupe de la Ligue en 1989, en 1991, en 1993 et en 1994 avec les Glasgow Rangers
- Vainqueur du Charity Shield en 1984, en 1985, en 1986 et en 1987 avec Everton FC
- Champion d'Angleterre de Third Division en 1982 avec Burnley FC
- Vice-champion d'Angleterre en 1986 avec Everton FC
- Finaliste de la Coupe d'Angleterre en 1985, en 1986 et en 1989 avec Everton FC

### EnÉquipe d'Angleterre
- 36 sélections et 4 buts entre 1985 et 1992
- Participation à la Coupe du Monde en 1986 (1/4 de finaliste) et en 1990 (4e)
- Participation au Championnat d'Europe des Nations en 1988 (Premier Tour) et en 1992 (Premier Tour)